# دونالد بيترسون
دونالد بيترسون (بالإنجليزية: Donald H. Peterson)‏ (و. 1933 – م) هو ضابط، ورائد فضاء من الولايات المتحدة الأمريكية . ولد في وينونا.

## ريادة الفضاء
شارك في المهمات الفضائية:
- STS-6.

## التعليم
تعلم في U.S. Air Force Test Pilot School، والأكاديمية العسكرية الأمريكية

## الخدمة العسكرية
خدم في القوات الجوية الأمريكية.